# Joseph Pitton de Tournefort
Joseph Pitton de Tournefort (5 de junio de 1656-28 de diciembre de 1708) fue un botánico, y explorador francés, destacado como el primero en aclarar la definición del concepto de género para las plantas.

## Biografía
Tournefort nació en Aix-en-Provence y estudió en el convento jesuita de la localidad. Estaba destinado a entrar en la Iglesia, pero la muerte de su padre le permitió optar a su vocación botánica. Después de dos años recolectando plantas, estudió medicina en Montpellier, sin embargo fue nombrado profesor de botánica en el Jardín de las Plantas de París en 1683. Durante estos años viajó por Europa Occidental, especialmente los Pirineos, donde recogió extensas colecciones.

Expediciones de Tournefort

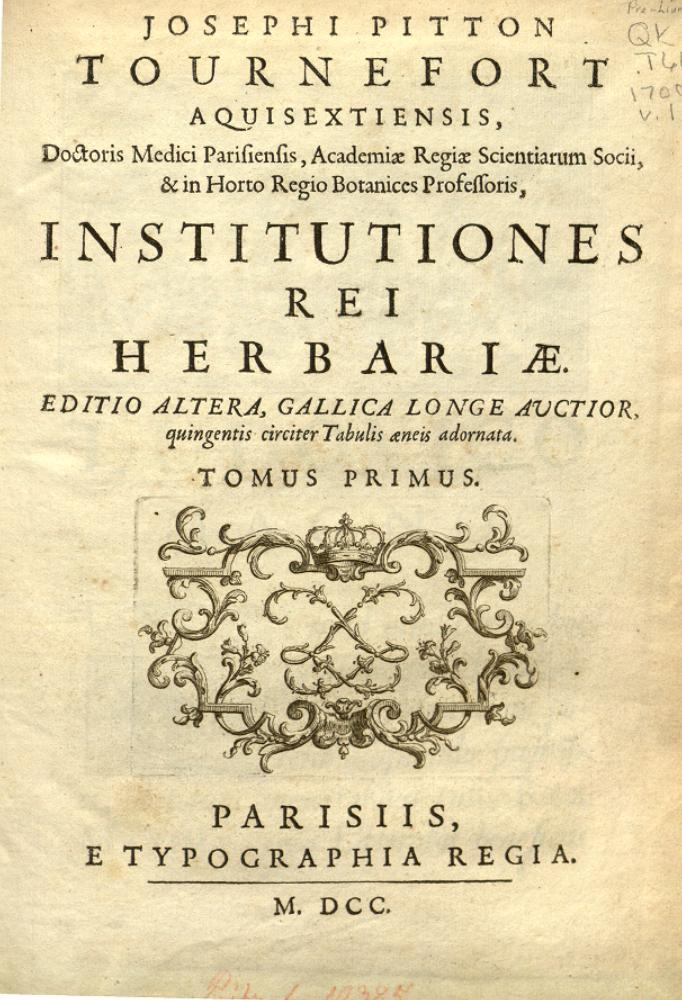
Portada de Institutiones Rei Herbariae (1700).

Entre 1700 y 1702 viajó por las islas griegas y visitó Constantinopla, las fronteras del mar Negro, Armenia, y Georgia, recolectando plantas y efectuando otro tipo de observaciones.
Le acompañaron el botánico alemán Andreas Gundesheimer (1668-1715) y el artista Claude Aubriet (1651-1743).
Su obra principal de 1694 es Eléments de botanique, ou Méthode pour reconnaître les Plantes (la traducción latina como Institutiones rei herbariae fue publicada en 1700 y en 1719).

## Honores
Carlos Linneo le dedica el género de Boraginaceae-Heliotropioideae Tournefortia
- (Rubiaceae) Tournefortiopsis Rusby[1]
- La abreviatura «Tourn.» se emplea para indicar a Joseph Pitton de Tournefort como autoridad en la descripción y clasificación científica de los vegetales.[2]

Como botánico prelinneano rara vez se emplea, o a veces es citado con una "T". Argemone Tourn. ex L. se puede citar como Argemone L.

## Obra
- Élémens de botanique, ou Méthode pour connoître les Plantes. 1694, 3 vol. con 451 tablas, unas 7000 especies)

- De optima methodo instituenda in re herbaria. París, 1697

- Histoire des plantes qui naissent aux environs de París avec leur usage dans la médecine. 1698; 2.ª ed. de Jussieu, 1725

- Institutiones rei herbariae, editio altera. 1700 (mejorada en latin de Élémens de botanique; 3ª ed. de Jussieu, 1719). En línea por la Biblioteca Nacional : Tomo 1,[3] Tomo 2[4] Tomo 3.[5]

- Corollarium institutionum rei herbariae in quo plantae 1356 munificentia Ludovici Magni in orientalibus regionibus observatae recensentur et ad genera sua revocantur (París, imprenta real, 1703). Se trata de un suplemento en latín de "Institutiones.." que se editó póstumamente en 1719

- Relation d'un voyage du Levant, fait par ordre du roy (París, imprenta real, 1717, 2 vol. en 4) y (Lyon, Bruyset ed., 1717, 3 vol. en 8). Obra traducida al holandés en 1717, al inglés en 1718 ( Reprint, Hildesheim, 1995-1998), al alemán en 1776. — La 1.ª ed. está en línea por la Biblioteca Nacional : Tomo 1[6] y Tomo 2.[7]

- Traité de la matière médicale. 1717, 2 vols.

### EnMémoires de l'Académie royale des sciences, 1692
- Description d'un Champignon extraordinaire pp. 101–103

- Reflexions Physiques sur la production du Champignon dont il a été parlé dans les Mémoires du mois dernier pp. 119–126

- Conjectures sur les usages des Vaisseaux dans certaines Plantes pp. 191–197

- Observations Physiques touchant les muscles de certaines Plantes pp. 406–415